# Новотитаровский район
Новотитаровский район — административно-территориальная единица в составе Азово-Черноморского и Краснодарского краёв, существовавшая в 1934—1963 годах. Центр — станица Новотитаровская
Новотитаровский район был образован 28 декабря 1934 года в составе Азово-Черноморского края. В его состав вошли 8 сельсоветов: Андреевский, Воронцовский, Долиновский, имени Карла Маркса, Копанский, Нововеличковский, Новотитаровский и Старомышастовский.
13 сентября 1937 года Новотитаровский район вошёл в состав Краснодарского края.
22 августа 1953 года к Новотитаровскому району были присоединены части упразднённых районов: Калининский с/с Пашковского района, а также Елизаветинский, Марьянский и Новомышастовский с/с Марьянского района.
12 августа 1954 года Калининский с/с был передан из Новотитаровского района в подчинение Кагановичскому району города Краснодара.
1 февраля 1963 года Новотитаровский район в полном составе был присоединён к Динскому району, кроме станиц Марьянской и Новомышастовской, они (вместе со всем Красноармейским р-м) отошли к Славянскому р-ну.